# Ternana Unicusano Calcio 2017-2018
Questa voce raccoglie le informazioni riguardanti la Ternana Unicusano Calcio nelle competizioni ufficiali della stagione 2017-2018.

## Stagione
Con l'epilogo dell'era Longarini dopo tredici anni, e l'acquisizione del club da parte di Stefano Bandecchi dell'Università degli Studi "Niccolò Cusano", dal 14 settembre 2017 la Ternana assume la nuova denominazione sociale di Ternana Unicusano Calcio. Nella stagione 2017-2018 la squadra rossoverde disputa il campionato cadetto, con 37 punti si piazza all'ultimo posto retrocedendo in Serie C. Un campionato giocato sempre nelle basse posizioni di classifica, al termine del girone di andata con 21 punti la Ternana era terz'ultima, poi nel girone di ritorno ha fatto peggio di tutti, con 16 punti raccolti. Tre i tecnici che si sono alternati in stagione sulla panchina rossoverde. Uniche note positive di stagione le 20 reti segnate da Adriano Montalto arrivato dalla Juve Stabia, e le 12 reti firmate da Luca Tremolada un centrocampista offensivo preso dall'Entella. Breve anche il percorso delle fere nella Coppa Italia Tim Cup, dove sono state sconfitte all'esordio (0-1) dal Trapani.

## Divise e sponsor
Il fornitore ufficiale di materiale tecnico per la stagione 2017-2018 è Zeus. Lo sponsor di maglia è l'Università degli Studi "Niccolò Cusano".
| Casa | Trasferta | Terza divisa |

### Rosa
Rosa aggiornata al 20 agosto 2017.
| N. |                       | Ruolo | Calciatore          |
| -- | --------------------- | ----- | ------------------- |
| 1  | Italia (bandiera)     | P     | Alessandro Plizzari |
| 2  | Italia (bandiera)     | D     | Roberto Vitiello    |
| 3  | Italia (bandiera)     | D     | Alessandro Favalli  |
| 4  | Slovacchia (bandiera) | D     | Martin Valjent      |
| 5  | Italia (bandiera)     | D     | Andrea Signorini    |
| 6  | Italia (bandiera)     | C     | Federico Angiulli   |
| 8  | Italia (bandiera)     | C     | Ivan Varone         |
| 9  | Italia (bandiera)     | A     | Leonardo Candellone |
| 10 | Italia (bandiera)     | A     | Mattia Finotto      |
| 11 | Italia (bandiera)     | A     | Diego Albadoro      |
| 12 | Italia (bandiera)     | P     | Marco Bleve         |
| 13 | Italia (bandiera)     | D     | Johad Ferretti      |
| 14 | Italia (bandiera)     | C     | Mattia Battistoni   |
| 15 | Italia (bandiera)     | D     | Nicolò Gigli        |
| 16 | Italia (bandiera)     | C     | Luca Tremolada      |
| 17 | Italia (bandiera)     | A     | Leonardo Taurino    |

| N. |                   | Ruolo | Calciatore         |
| -- | ----------------- | ----- | ------------------ |
| 18 | Italia (bandiera) | D     | Daniele Marino     |
| 19 | Italia (bandiera) | D     | Luca Zanon         |
| 20 | Italia (bandiera) | A     | Mirko Carretta     |
| 21 | Italia (bandiera) | A     | Filippo Tiscione   |
| 22 | Italia (bandiera) | P     | Andrea Sala        |
| 23 | Italia (bandiera) | C     | Andrea Paolucci    |
| 24 | Italia (bandiera) | A     | Francesco Bombagi  |
| 25 | Italia (bandiera) | C     | Marino Defendi     |
| 26 | Italia (bandiera) | D     | Daniele Gasparetto |
| 27 | Italia (bandiera) | C     | Alessandro Bordin  |
| 28 | Italia (bandiera) | C     | Matteo Capitani    |
| 29 | Italia (bandiera) | D     | Nicolò Canalicchio |
| 30 | Italia (bandiera) | C     | Simone Franchini   |
| 31 | Italia (bandiera) | C     | Federico Mazzarani |
| 32 | Italia (bandiera) | A     | Adriano Montalto   |

## Calciomercato

### Sessione estiva(dal 01/07 al 31/08)
| Acquisti | Acquisti                  | Acquisti       | Acquisti                                           |
| R.       | Nome                      | da             | Modalità                                           |
| -------- | ------------------------- | -------------- | -------------------------------------------------- |
| P        | Alessandro Plizzari       | Milan          | prestito                                           |
| P        | Marco Bleve               | Lecce          | prestito con diritto di riscatto                   |
| D        | Andrea Signorini          | Fondi          | definitivo                                         |
| D        | Daniele Marino            | Fondi          | definitivo                                         |
| A        | Luca Giannone             | Fondi          | definitivo                                         |
| A        | Filippo Tiscione          | Fondi          | definitivo                                         |
| C        | Ivan Varone               | Fondi          | definitivo                                         |
| A        | Diego Albadoro            | Fondi          | definitivo                                         |
| D        | Alessandro Favalli        | Padova         | definitivo                                         |
| C        | Alessandro Di Paolantonio | Teramo         | definitivo                                         |
| D        | Luca Zanon                | Fiorentina     | prestito con diritto di riscatto e contro riscatto |
| C        | Alessandro Bordin         | Roma           | prestito con diritto di riscatto e contro riscatto |
| C        | Andrea Paolucci           | Cittadella     | definitivo                                         |
| D        | Johad Ferretti            | Cremonese      | definitivo                                         |
| C        | Francesco Bombagi         | Fondi          | definitivo                                         |
| A        | Giuseppe Gambino          | Fondi          | definitivo                                         |
| A        | Mirko Carretta            | Matera         | definitivo                                         |
| D        | Tiziano Mucciante         | Fondi          | definitivo                                         |
| A        | Stefano D'Agostino        | Fondi          | definitivo                                         |
| C        | Simone Franchini          | Sassuolo       | prestito con diritto di riscatto e contro riscatto |
| C        | Mattia Battistoni         | Fondi          | definitivo                                         |
| D        | Pasquale Di Sabatino      | Pescara        | definitivo                                         |
| A        | Leonardo Candellone       | Torino         | prestito                                           |
| A        | Mattia Finotto            | SPAL           | prestito                                           |
| C        | Federico Angiulli         | Pisa           | definitivo                                         |
| A        | Adriano Montalto          | Trapani        | definitivo                                         |
| D        | Roberto Vitiello          | Palermo        | definitivo                                         |
| D        | Daniele Gasparetto        | SPAL           | definitivo                                         |
| C        | Luca Tremolada            | Virtus Entella | prestito                                           |
| D        | Nicolò Gigli              | Fiorentina     | prestito                                           |

| Cessioni | Cessioni                  | Cessioni         | Cessioni              |
| R.       | Nome                      | a                | Modalità              |
| -------- | ------------------------- | ---------------- | --------------------- |
| D        | Biagio Meccariello        | Brescia          | definitivo (250.000€) |
| D        | Tiziano Mucciante         | Siracusa         | definitivo            |
| A        | Giuseppe Gambino          | Audace Cerignola | definitivo            |
| A        | Marko Dugandzic           | Matera           | definitivo            |
| A        | Ignazio Battista          | Matera           | prestito              |
| P        | Alessandro Piacenti       | svincolato       | definitivo            |
| D        | Damiano Zanon             | Perugia          | definitivo            |
| D        | Modibo Diakitè            | svincolato       | definitivo            |
| C        | Cristian Ledesma          | svincolato       | definitivo            |
| D        | Luca Germoni              | Lazio            | fine prestito         |
| A        | Simone Palombi            | Lazio            | fine prestito         |
| C        | Jacopo Petriccione        | Fiorentina       | fine prestito         |
| A        | Cesar Falletti            | Bologna          | definitivo            |
| A        | Felipe Avenatti           | svincolato       | definitivo            |
| C        | Antonio Palumbo           | Sampdoria        | fine prestito         |
| C        | Manuel Coppola            | svincolato       | definitivo            |
| C        | Giovanni Di Noia          | Bari             | fine prestito         |
| A        | Lorenzo Di Livio          | Roma             | fine prestito         |
| A        | Stefano Pettinari         | Pescara          | Fine prestito         |
| D        | Andrea Rossi              | Pescara          | Fine prestito         |
| D        | Matteo Contini            | Atalanta         | Fine prestito         |
| A        | Gaetano Monachello        | Atalanta         | Fine prestito         |
| A        | Robert Acquafresca        | Sion             | definitivo            |
| A        | Stefano D'Agostino        | Audace Cerignola | rescissione contratto |
| A        | Luca Giannone             | Pisa             | definitivo            |
| A        | Leonardo Taurino          | Cosenza          | prestito              |
| A        | Francesco Salvemini       | Akragas          | prestito              |
| D        | Leonardo Sernicola        | Matera           | prestito              |
| A        | Alessandro Di Paolantonio | Viterbese        | prestito              |

## Risultati

### Serie B

#### Girone di andata
| Arbitro: | Marinelli (Tivoli) |

|             |           |            |
| Finotto 14’ | Marcatori | 37’ Krunić |

| Arbitro: | Ros (Pordenone) |

|                                    |           |                                                  |
| Bocalon 25’, 49’ Vitale 78’ (rig.) | Marcatori | 23’ Tremolada 31’ Albadoro 58’ (aut.) Bernardini |

| Arbitro: | Saia (Palermo) |

|             |           |  |
| Angiulli 7’ | Marcatori |  |

| Arbitro: | Fourenau (Roma1) |

|                                          |           |                 |
| Eramo 2’ Luppi 55’ Gasparetto 60’ (aut.) | Marcatori | 29’ A. Montalto |

| Arbitro: | Martinelli (Roma1) |

|                 |           |            |
| A. Montalto 39’ | Marcatori | 43’ Bisoli |

| Arbitro: | Ghersini (Genova) |

|                            |           |  |
| Cissè 11’, 56’ Improta 20’ | Marcatori |  |

| Arbitro: | Di Martino (Teramo) |

|                            |           |                                             |
| A. Montalto 84’ Varone 85’ | Marcatori | 2’ Zigoni 57’ (aut.) Plizzari 90+3’ Domizzi |

| Arbitro: | Illuzzi (Molfetta) |

|                                           |           |                                           |
| Piccolo 9’ (rig.) Scappini 70’ Mokulu 88’ | Marcatori | 42’ Carretta 45’ Signorini 45+2’ Albadoro |

| Arbitro: | Rapuano (Rimini) |

|                                                         |           |                           |
| Albadoro 20’ Tremolada 35’ Angiulli 65’ A. Montalto 88’ | Marcatori | 1’ Marilungo 12’ Granoche |

| Arbitro: | Nasca (Bari) |

|                 |           |             |
| A. Montalto 79’ | Marcatori | 75’ Favilli |

| Arbitro: | Giua (Olbia) |

|                                                |           |                             |
| Soddimo 18’ M. Ciofani 47’ Citro 82’ Ciano 90’ | Marcatori | 10’ Gasparetto 74’ Angiulli |

| Terni 30 ottobre 2017, ore 20:30 CEST 12ª giornata | Ternana         | 0 – 0 | Carpi | Stadio Libero Liberati (3 987 spett.)\| Arbitro: \| Chiffi (Padova) \| |
| Arbitro:                                           | Chiffi (Padova) |       |       |                                                                        |

| Arbitro: | Balice (Termoli) |

|               |           |              |
| Arrighini 43’ | Marcatori | 70’ Carretta |

| Arbitro: | Marini (Roma) |

|             |           |             |
| Valjent 76’ | Marcatori | 73’ Da Cruz |

| Arbitro: | Pezzuto (Lecce) |

|             |           |              |
| Beretta 64’ | Marcatori | 4’ Tremolada |

| Arbitro: | Aureliano (Bologna) |

|                        |           |                         |
| A. Montalto 36’ (rig.) | Marcatori | 90+2’ (rig.) Di Carmine |

| Arbitro: | Ros (Pordenone) |

|                                     |           |                                      |
| Valzania 30’, 90+2’ Pettinari 45+1’ | Marcatori | Varone 48’ Tremolada 57’ Valjent 75’ |

| Arbitro: | Baroni (Firenze) |

|               |           |               |
| Tremolada 74’ | Marcatori | 21’ Di Gaudio |

| Arbitro: | Matinelli (Roma) |

|            |           |  |
| Rispoli 2’ | Marcatori |  |

| Arbitro: | Saia (Palermo) |

|                               |           |                                       |
| A. Montalto 5’, 26’, 39’, 46’ | Marcatori | 4’ Morra 67’ Vajushi 78’ (rig.) Vives |

| Arbitro: | Piscopo (Imperia) |

|                         |           |                 |
| Asencio 24’ Bidaoui 54’ | Marcatori | 90+3’ Tremolada |

#### Girone di ritorno
| Arbitro: | Pillitteri (Palermo) |

|                                |           |                        |
| Donnarumma 16’ Castagnetti 81’ | Marcatori | 36’ (rig.) A. Montalto |

| Arbitro: | Fourneau (Roma) |

|                               |           |                         |
| Signori 67’ A. Montalto 90+5’ | Marcatori | 20’ Sprocati 86’ Pucino |

| Arbitro: | Pinzani (Empoli) |

|                                           |           |                                        |
| Moncini 18’, 22’ Jallow 35’ Schiavone 75’ | Marcatori | 14’ Valjent 45’ Carretta 70’ Tremolada |

| Arbitro: | Nasca (Bari) |

|  |           |               |
|  | Marcatori | 86’ La Mantia |

| Arbitro: | Minelli (Varese) |

|                                            |           |                 |
| Gastaldello 19’ Torregrossa 64’ Špalek 81’ | Marcatori | 66’ A. Montalto |

| Arbitro: | Marinelli (Tivoli) |

|             |           |                          |
| Defendi 11’ | Marcatori | 3’ Henderson 63’ Marrone |

| Arbitro: | Aureliano (Bologna) |

|                        |           |  |
| Domizzi 34’ Štulac 80’ | Marcatori |  |

| Arbitro: | Di Martino (Teramo) |

|                            |           |            |
| A. Montalto 7’ Defendi 42’ | Marcatori | 68’ Cavion |

| Arbitro: | Martinelli (Roma) |

|           |           |             |
| Forte 44’ | Marcatori | 28’ Finotto |

| Arbitro: | Abbattista (Molfetta) |

|                                   |           |                |
| Padella 20’ Monachello 85’ (rig.) | Marcatori | 48’ Gasparetto |

| Terni 25 marzo 2018, ore 15:00 32ª giornata | Ternana         | 0 – 0 referto | Frosinone | Stadio Libero Liberati (4128 spett.)\| Arbitro: \| Chiffi (Padova) \| |
| Arbitro:                                    | Chiffi (Padova) |               |           |                                                                       |

| Arbitro: | Pillitteri (Palermo) |

|                           |           |                 |
| Melchiorri 12’ Concas 68’ | Marcatori | 38’ A. Montalto |

| Arbitro: | Baroni (Firenze) |

|                                                            |           |                 |
| A. Montalto 18’ Signori 24’ Tremolada 53’ (rig.), 60’, 66’ | Marcatori | 15’ (rig.) Iori |

| Arbitro: | Rapuano (Rimini) |

|  |           |                                  |
|  | Marcatori | 34’, 60’ Carretta 57’ A. Favalli |

| Arbitro: | Illuzzi (Molfetta) |

|                              |           |                        |
| A. Montalto 45’ Carretta 63’ | Marcatori | 49’ Beretta 85’ Mazzeo |

| Arbitro: | La Penna (Roma) |

|                     |           |                                    |
| Di Carmine 28’, 35’ | Marcatori | 43’ Tremolada 51’, 81’ A. Montalto |

| Arbitro: | Nasca (Bari) |

|  |           |                                   |
|  | Marcatori | 24’ Machin 43’ Mancuso 84’ Capone |

| Arbitro: | Saia (Palermo) |

|                            |           |  |
| Ceravolo 19’ Di Gaudio 39’ | Marcatori |  |

| Arbitro: | Minelli (Varese) |

|                           |           |                                |
| Finotto 79’ Tremolada 83’ | Marcatori | 22’, 45’ La Gumina 61’ Rolando |

| Arbitro: | Marini (Roma) |

|                              |           |              |
| Vives 42’ (rig.) Germano 69’ | Marcatori | 77’ Carretta |

| Arbitro: | Fourneau (Roma) |

|            |           |                               |
| Signori 9’ | Marcatori | 39’ Ardemagni 45’ L. Castaldo |

### Coppa Italia

#### Turni eliminatori
| Arbitro: | Abbattista (Molfetta) |

|  |           |            |
|  | Marcatori | 86’ Murano |

## Statistiche

### Statistiche di squadra
Aggiornate al 12 novembre 2017
| Competizione | Punti | In casa | In casa | In casa | In casa | In casa | In casa | In trasferta | In trasferta | In trasferta | In trasferta | In trasferta | In trasferta | Totale | Totale | Totale | Totale | Totale | Totale | D.R. |
| Competizione | Punti | G       | V       | N       | P       | GF      | GS      | G            | V            | N            | P            | GF           | GS           | G      | V      | N      | P      | GF     | GS     | D.R. |
| ------------ | ----- | ------- | ------- | ------- | ------- | ------- | ------- | ------------ | ------------ | ------------ | ------------ | ------------ | ------------ | ------ | ------ | ------ | ------ | ------ | ------ | ---- |
| Serie B      | 37    | 21      | 5       | 10      | 6       | 32      | 31      | 21           | 2            | 6            | 13           | 30           | 46           | 42     | 7      | 16     | 19     | 62     | 77     | -15  |
| Coppa Italia | -     | 1       | 0       | 0       | 1       | 0       | 1       | 0            | 0            | 0            | 0            | 0            | 0            | 1      | 0      | 0      | 1      | 0      | 1      | -1   |
| Totale       | 37    | 22      | 5       | 10      | 7       | 32      | 32      | 21           | 2            | 6            | 13           | 30           | 46           | 43     | 7      | 16     | 20     | 62     | 78     | -16  |

### Andamento in campionato
| Giornata  | 1  | 2  | 3 | 4  | 5  | 6  | 7  | 8  | 9  | 10 | 11 | 12 | 13 | 14 | 15 | 16 | 17 | 18 | 19 | 20 | 21 | 22 | 23 | 24 | 25 | 26 | 27 | 28 | 29 | 30 | 31 | 32 | 33 | 34 | 35 | 36 | 37 | 38 | 39 | 40 | 41 | 42 |
| --------- | -- | -- | - | -- | -- | -- | -- | -- | -- | -- | -- | -- | -- | -- | -- | -- | -- | -- | -- | -- | -- | -- | -- | -- | -- | -- | -- | -- | -- | -- | -- | -- | -- | -- | -- | -- | -- | -- | -- | -- | -- | -- |
| Luogo     | C  | T  | C | T  | C  | T  | C  | T  | C  | C  | T  | C  | T  | C  | T  | C  | T  | C  | T  | C  | T  | T  | C  | T  | T  | C  | C  | T  | C  | T  | C  | T  | C  | T  | C  | T  | C  | T  | C  | T  | C  | T  |
| Risultato | N  | N  | V | P  | N  | P  | P  | N  | V  | N  | P  | N  | N  | N  | N  | N  | N  | N  | P  | V  | P  | P  | N  | P  | P  | P  | P  | P  | V  | N  | P  | N  | P  | V  | V  | N  | V  | P  | P  | P  | P  | P  |
| Posizione | 10 | 14 | 7 | 13 | 15 | 18 | 20 | 18 | 13 | 15 | 21 | 19 | 19 | 20 | 20 | 21 | 18 | 19 | 20 | 20 | 19 | 19 | 20 | 22 | 22 | 22 | 22 | 22 | 22 | 21 | 22 | 22 | 22 | 22 | 21 | 21 | 21 | 21 | 21 | 21 | 22 | 22 |

Legenda:

Luogo: C = Casa; T = Trasferta. Risultato: V = Vittoria; N = Pareggio; P = Sconfitta.